# راي نورتن
راي نورتن (بالإنجليزية: Ray Norton)‏ هو منافس ألعاب قوى أمريكي، ولد في 22 سبتمبر 1937 في تلسا في الولايات المتحدة.

## وصلات خارجية
- راي نورتن على موقع الاتحاد الدولي لألعاب القوى (الإنجليزية)
- راي نورتن على موقع مرجع كرة القدم المحترفة.كوم (الإنجليزية)
- راي نورتن على موقع أوليمبيديا (الإنجليزية)